# Podział administracyjny Wysp Salomona

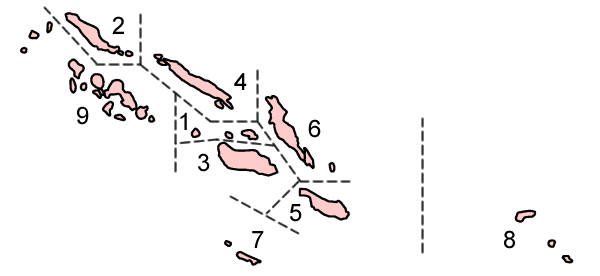
Prowincje Wysp Salomona

Wyspy Salomona podzielone są na 9 prowincji. Stolica kraju, Honiara, na wyspie Guadalcanal, jest wydzielona jako Terytorium Stołeczne.

## Historia
W protektoracie Wielkiej Brytanii było początkowo 12 okręgów administracyjnych (administrative districts): Choiseul, Eastern Solomons, Gizo, Guadalcanal, Lord Howe, Malaita, Nggela and Savo, Rennell and Bellona Islands, Santa Cruz, Shortlands, Sikaiana (Stewart) oraz Ysabel and Cape Marsh. Stolicą był Tulagi.
Po II wojnie światowej zmniejszono liczbę okręgów do czterech: Centralny, Zachodni, Wschodni i Malalaita. Te z kolei były podzielone na rady (council). Stolicę przeniesiono do Honiara, która pełni tę rolę do dziś. Podział ten został zachowany po 1978, kiedy to Wyspy Salomona uzyskały niepodległość.
W 1981 przeprowadzono reformę administracyjną wprowadzającą siedem prowincji (province), niektóre podzielone dalej na okręgi (district). Okręg Centralny został podzielony na prowincje Centralną, Guadalcanal i Isabel; okręg Wschodni na prowincje Makira i Temotu. Pozostałe dwa okręgi, Zachodni i Malalaita uzyskały status prowincji. Ten układ prowincji odpowiadał podziałowi rad sprzed 1981.
W 1983 stolica państwa Honiara została wyłączona z prowincji Guadalcanal i otrzymała status Terytorium Stołecznego. Miasto nadal pełni rolę stolicy prowincji (podobnie w Polsce miasta na prawach powiatu pełnią jednocześnie rolę stolic powiatów ziemskich).
W 1995 z prowincji Zachodniej została wydzielona prowincja Choiseul, natomiast z prowincji centralnej prowincje Rennell oraz Bellona. Tym samym ustalono powstało dzisiejsze dziewięć prowincji i okręg stołeczny.

## Lista prowincji
| # | Flaga | Nazwa prowincji                                  | Stolica     | Powierzchnia (km²) | Populacja spis 1999 | Gęstość zaludnienia na km² (1999) | populacja aproksymacja 2009 |
| - | ----- | ------------------------------------------------ | ----------- | ------------------ | ------------------- | --------------------------------- | --------------------------- |
| 1 |       | Centralna (Central Province)                     | Tulagi      | 615                | 21,577              | 35.1                              | 24,226                      |
| 2 |       | Choiseul (Choiseul Province)                     | Taro Island | 3,837              | 20,008              | 5.2                               | 24,060                      |
| 3 |       | Guadalcanal (1) (Guadalcanal Province)           | Honiara     | 5,336              | 60,275              | 11.3                              | 79,555                      |
| 4 |       | Isabel (Isabel Province)                         | Buala       | 4,136              | 20,421              | 4.9                               | 23,209                      |
| 5 |       | Makira-Ulawa (Makira-Ulawa Province)             | Kirakira    | 3,188              | 31,006              | 9.7                               | 38,123                      |
| 6 |       | Malaita (Malaita Province)                       | Auki        | 4,225              | 122,620             | 29.0                              | 143,852                     |
| 7 |       | Rennell i Bellona (Rennell and Bellona Province) | Tigoa       | 671                | 2,377               | 3.5                               | 2,174                       |
| 8 |       | Temotu (Temotu Province)                         | Lata        | 895                | 18,912              | 21.1                              | 21,190                      |
| 9 |       | Zachodnia (Western Province)                     | Gizo        | 5,475              | 62,739              | 11.5                              | 83,759                      |
| - |       | Terytorium Stołeczne (Capital Territory)         | Honiara     | 22                 | 49,107              | 2,232.1                           | 78,190                      |
|   |       | Wyspy Salomona                                   | Honiara     | 28,400             | 409,042             | 14.4                              | 518,338                     |

(1) z wyłączeniem Terytorium Stołecznego, stolicy Honiara.